# Stenträsket (Sorsele socken, Lappland, 729020-154564)
Stenträsket är en sjö i Sorsele kommun i Lappland och ingår i Umeälvens huvudavrinningsområde. Sjön har en area på 0,481 kvadratkilometer och ligger 569,3 meter över havet. Stenträsket ligger i Vindelfjällen Natura 2000-område.

## Delavrinningsområde
Stenträsket ingår i det delavrinningsområde (729013-154503) som SMHI kallar för Utloppet av Stenträsket. Medelhöjden är 580 meter över havet och ytan är 1,37 kvadratkilometer. Räknas de 4 avrinningsområdena uppströms in blir den ackumulerade arean 26,45 kvadratkilometer. Låktabäcken som avvattnar avrinningsområdet har biflödesordning 3, vilket innebär att vattnet flödar genom totalt 3 vattendrag innan det når havet efter 367 kilometer. Avrinningsområdet består mestadels av skog (65 procent). Avrinningsområdet har 0,48 kvadratkilometer vattenytor vilket ger det en sjöprocent på 34,9 procent.